# Helius apophysalis
Helius apophysalis är en tvåvingeart som beskrevs av Alexander 1967. Helius apophysalis ingår i släktet Helius och familjen småharkrankar. Inga underarter finns listade i Catalogue of Life.